# Treviso (stad)

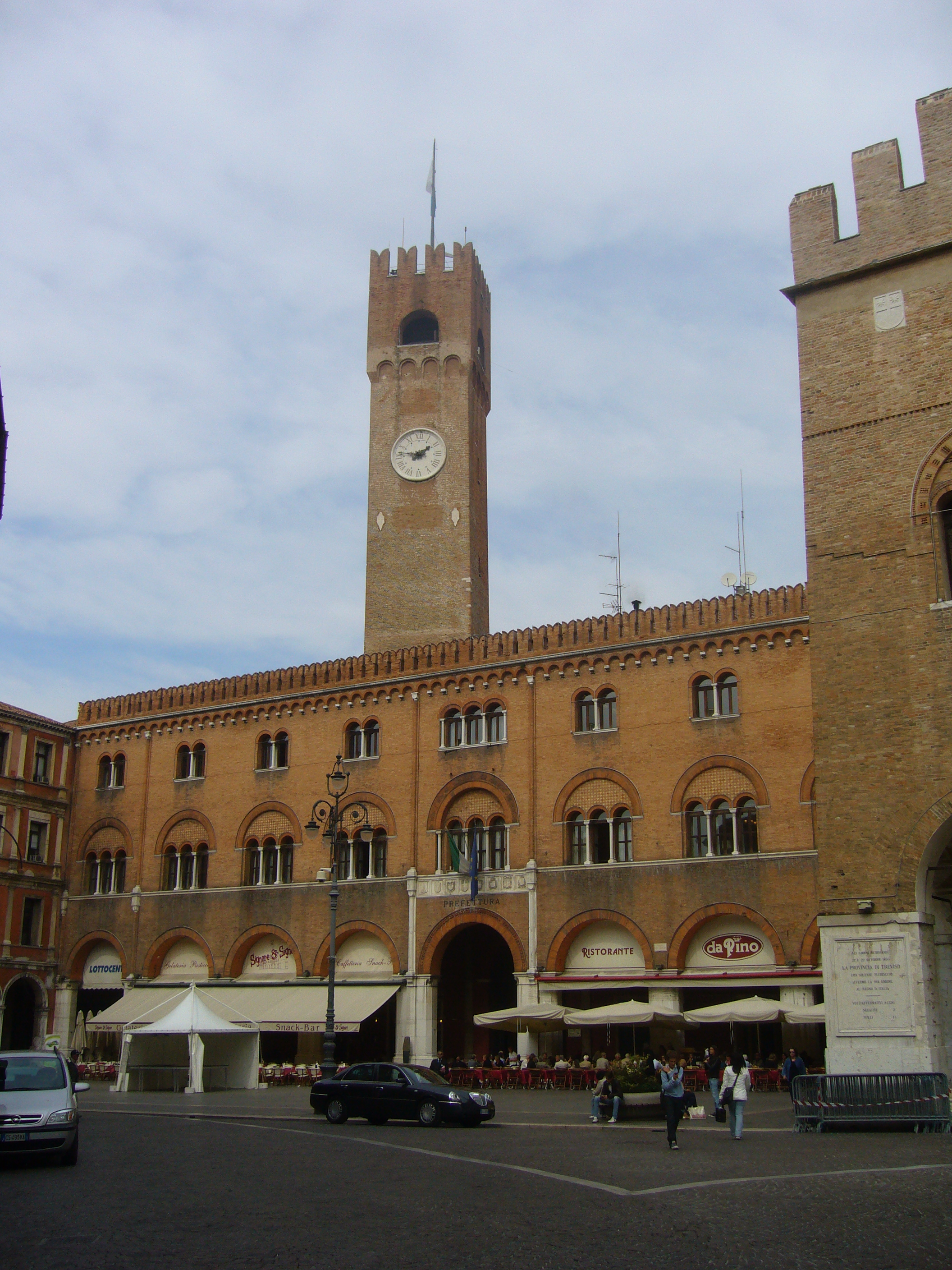
Palazzo della Prefettura

Treviso is een stad gelegen in de Noord-Italiaanse regio Veneto. De stad ligt aan de rivier de Sile en telt 85.136 inwoners (31-03-2018).

## Stadsbeeld en bezienswaardigheden
De stad heeft wallen uit de 15de eeuw. Door de stad lopen enkele kanalen waardoor ze licht aan Venetië doet denken. Aan de noordoostkant van de stad bevindt zich de Porta San Tomasso uit 1518. De kerk San Francesco dateert uit de 13e eeuw.

### Piazza dei Signori
Het Piazza dei Signori is het sociale hart van de stad, hier staat het 13de-eeuwse stadhuis Palazzo dei Trecento en het Palazzo della Prefettura. Achter de Prefettura staat een klokkentoren.
Op 7 juli 1944 werd Treviso gebombardeerd door de Geallieerden, waarbij zo'n 1000 doden vielen. De Piazza dei Signori liep veel schade op.

### De kathedraal
Op de Piazza del Duomo staat de kathedraal van St. Pieter. Deze is in de 15de en 16de eeuw gebouwd op de grondvesten van een voormalige romaanse kerk. De crypte dateert uit de 12de eeuw. In 1836 is een porticus toegevoegd. De kathedraal heeft vijf koepels. Binnen bevinden zich onder andere 16de-eeuwse fresco's van Il Pordenone en een olieverfschilderij met De annunciatie van Titiaan.

### De wallen
De oude stad werd omringd door 3km muren en wallen. Deze werden met het bombardement in 1944 zwaar beschadigd. In 1948 waren ze weer gerestaureerd.

## Sport
Sportclubs uit Treviso:
- Benetton Pallacanestro Treviso
- Sisley Volley Treviso
- Benetton Rugby Treviso
- Treviso Foot-Ball Club

In 2008 werd in Treviso het Wereldkampioenschap veldrijden gehouden. Lars Boom (Nederland) won de wereldtitel. Treviso was meermaals etappeplaats in wielerkoers Ronde van Italië.

## Geboren
- Totila (?-552), koning van de Ostrogoten
- Paus Benedictus XI (1240-1304), geboren als Niccolò Boccasini
- Paris Bordone (ca. 1500-1571), kunstschilder
- Innocenzio Alberti (1535-1615), componist
- Arturo Martini (1889-1947), beeldhouwer
- Luciano Vincenzoni (1926-2013), filmscenarist
- Renzo Sambo (1942), roeier
- Primo Baran (1943), roeier
- Luigi Sartor (1975), voetballer
- Chiara Simionato (1975), schaatsster
- Luca Pagano (1978), pokerspeler
- Silvia Costa (1984), regisseuse, performer, schrijfster en scenografe
- Soraya Paladin (1993), wielrenster

## Stedenbanden
- Orléans (Frankrijk)

## Foto's

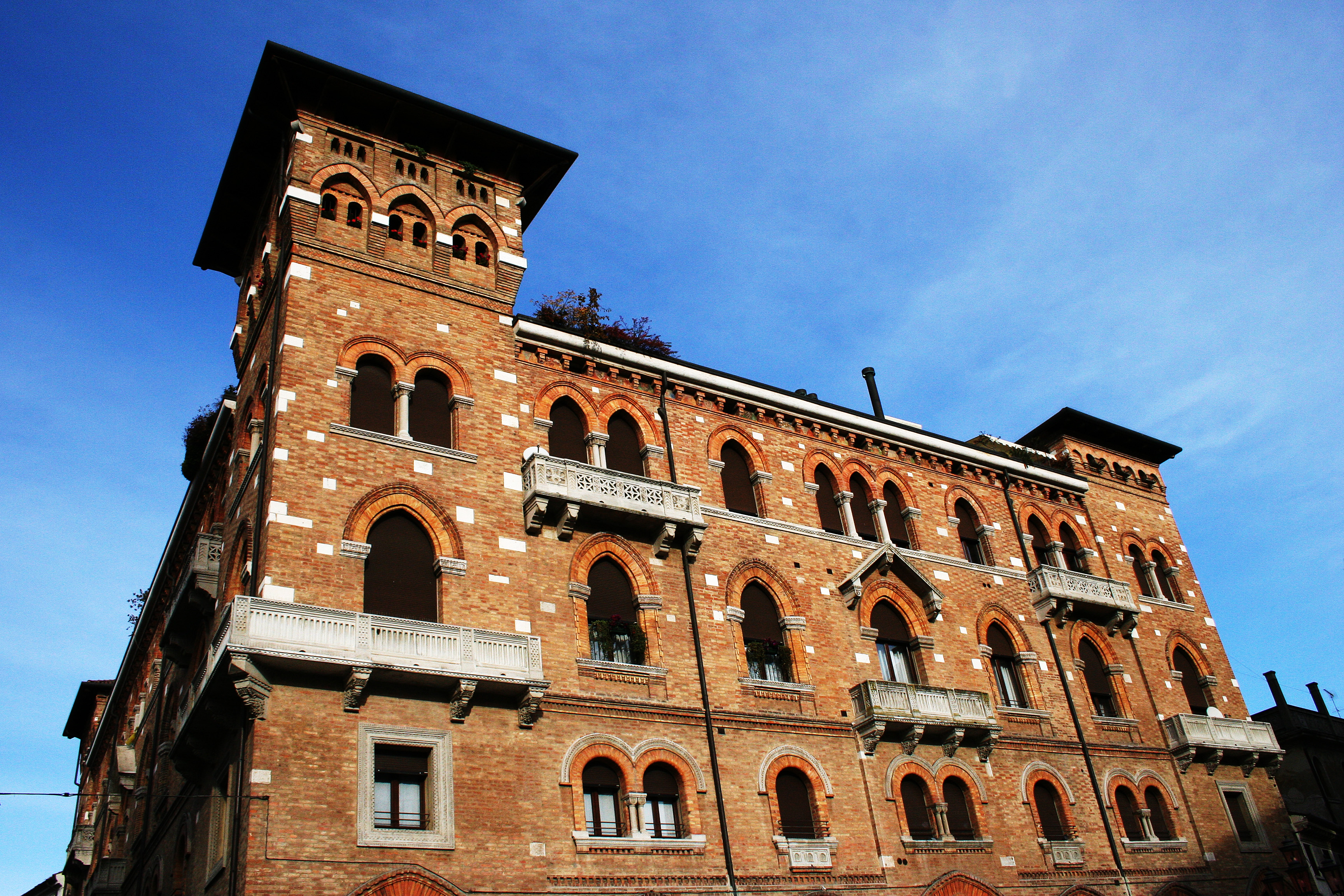
Paleis in het historisch centrum
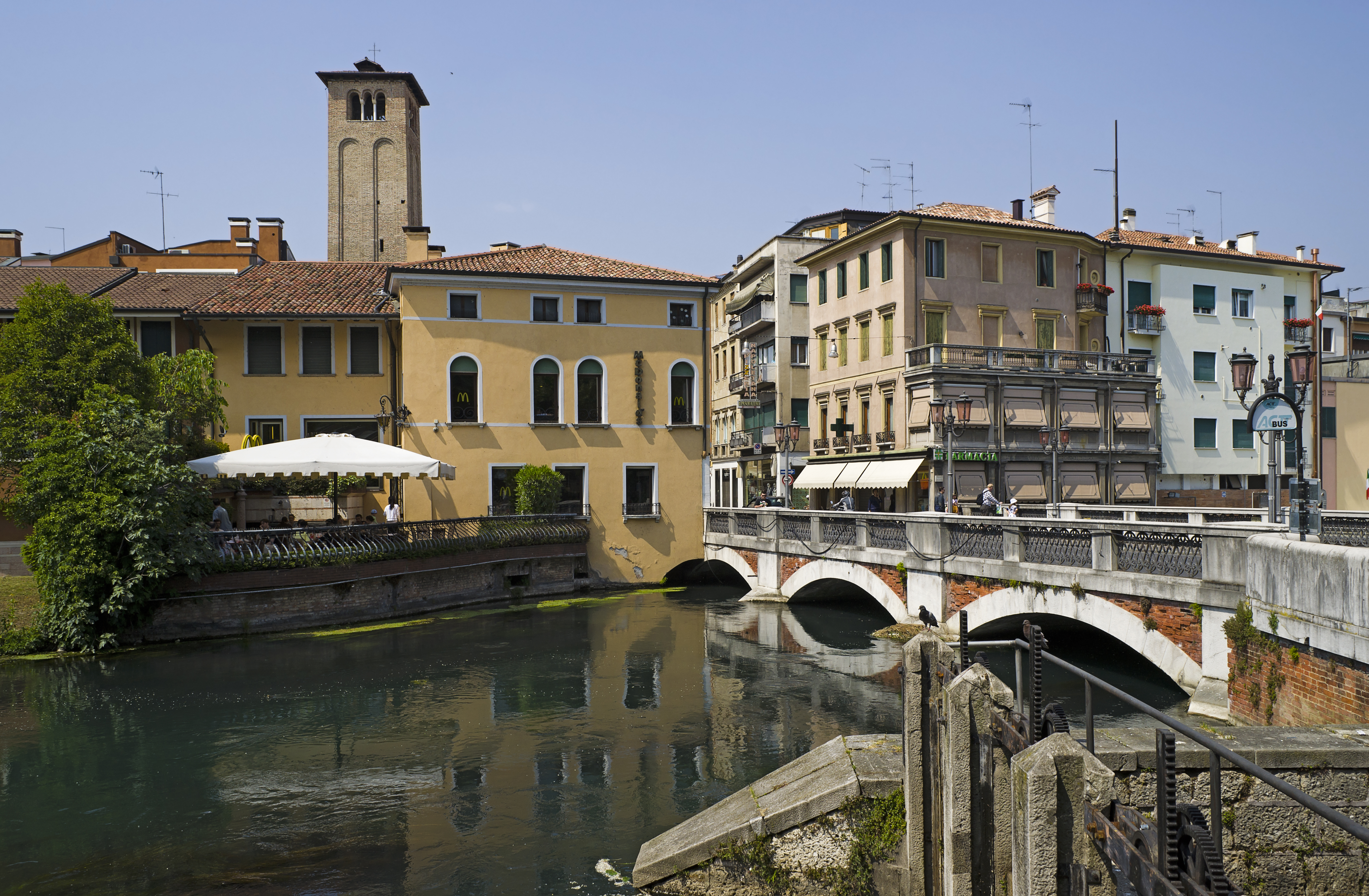
Rivier de Sile in Treviso

## Bereikbaarheid
Nabij Treviso ligt het internationale vliegveld Aeroporto di Treviso, dat veel gebruikt wordt door toeristen vanwege de dichtbijgelegen stad Venetië. Treviso is tevens met deze stad verbonden via een snelweg (A27: Venetië-Belluno) en een spoorlijn.
Treviso is de thuisbasis van Benetton.